# Robert Schlumberger von Goldeck (1850–1939)
Robert von Schlumberger, Ritter und Edler von Goldeck (* 27. August 1850 in Vöslau; † 12. Januar 1939 in Wien) war ein österreichischer Weingutbesitzer.

## Leben
Robert Schlumberger von Goldeck wurde als dritter Sohn des österreichischen Sektherstellers Robert Alwin Schlumberger von Goldeck geboren. An der Rheinischen Friedrich-Wilhelms-Universität Bonn studierte er zunächst Rechtswissenschaften und später Chemie. 1870 wurde er Mitglied des Corps Rhenania Bonn. Nach der Promotion zum Dr. phil. kehrte er nach Österreich zurück und trat in das väterliche Unternehmen, die Sektkellerei Schlumberger ein. Nach dem Tod seines Vaters wurde das Unternehmen als offene Handelsgesellschaft zwischen ihm und seinen Brüdern Otto und Gustav aufgeteilt. Robert übernahm die Leitung des landwirtschaftlichen Betriebs.
Robert Schlumberger von Goldeck war Vorsitzender der Weinbausektion der k. k. Landwirtschaftsgesellschaft. Durch Züchtung der gegen die Reblaus resistenten Hybridrebsorten aus österreichischen Edelsorten und amerikanischen Unterlagsrebstöcken trug er in Österreich maßgeblich zur Biotechnischen Bekämpfung der Schäden durch Reblausbefall bei. Weiterhin trat er durch die Organisation der Frostwehren in Niederösterreich hervor.

## Schriften
- Zur Frage der Einführung amerikanischer Reben nach Österreich